# Saint-Gilles-Pligeaux
Saint-Gilles-Pligeaux é uma comuna francesa na região administrativa da Bretanha, no departamento Côtes-d'Armor. Estende-se por uma área de 19,56 km². Em 2010 a comuna tinha 306 habitantes (densidade: 15,6 hab./km²).